# Gephyromantis salegy
Gephyromantis salegy is een kikker uit de familie gouden kikkers (Mantellidae). De soort werd voor het eerst wetenschappelijk beschreven door Franco Andreone, Gennaro Aprea, Miguel Vences en Gaetano Odierna in 2003. De soort behoort tot het geslacht Gephyromantis. De soort is vernoemd naar de Malagassische muziekstijl salegy.

## Leefgebied
De kikker is endemisch in Madagaskar. De soort komt voor in het noordoosten van het eiland en leeft op een hoogte van 500 tot 1000 meter boven zeeniveau. De soort komt ook voor in nationaal park Masoala.

## Beschrijving
De soort is beschreven op basis van drie mannelijke exemplaren die een lengte hadden van 45,8 tot 47,8 millimeter en vier vrouwelijke exemplaren die een lengte van hadden 44,6 tot 50,1 millimeter. De kleur van de bovenzijde is beige tot donkerbruin met donkere strepen op de achterpoten en de buik is lichtbruin van kleur.

## Synoniemen
- Mantidactylus salegy Andreone, Aprea, Vences & Odierna, 2003